# Egbert wessexi király
Egbert, más írásmóddal Ecgberht, Ecgbryht vagy Ecgbert (angolszászul: ECGBRYHT VVESTSEAXANA CYNING), (769/771 – 839. február 4.), 802-től haláláig Wessex, majd más angolszász királyságok uralkodója volt.
Egbert uralkodása alatt Wessex a legerősebb királysággá nőtte ki magát az akkor Kelet-Angliában létező hét angolszász királyság közül (Heptarchia) és megtörte Mercia teljhatalmát.
Egbert származása csak részben egyértelmű. A 825-ben készült Angolszász krónika Egbert apjaként Ealhmundot említi. Egy Ealhmundot egy 784-re datált listában említenek mint Kent királyát. Egy másik forrás szerint Egbert Wessexi Ine testvérétől származik.
Miután Cynewulfot 786-ban meggyilkolták, Egbert valószínűleg megpróbálta megszerezni a trónt, de Beorhtric, a merciai Offa egy szövetségese megelőzte. Egbertet 789-ben erre kiutasították az országból, valószínűleg a frankoknál talált oltalmat, és csak 13 évvel később tért vissza Beorhtric halála után.
Miközben Beorhtric egyértelműen alárendelte magát Mercia uralkodóinak, Offának és Cenwulfnak,  Egbert Wessex nagyobb függetlenségére törekedett, és riválisa halála után a nyugati szászok (West-Sax) 802-ben elismerték királyukként, bár trónra lépése napján Ælthelmund, Hwicce hercege támadást indított Wessex ellen. Ælthelmund vereséget szenvedett és megölte Wiltshire hercege, Weoxtan, aki a csatában maga is súlyosan megsérült.
815-ben Egbert meghódította egész Nyugat-Wales területét, amely ebben az időben valószínűleg mindenekelőtt Cornwallra terjedt ki. Az ő uralkodása óta része Cornwall Wessex tartománynak. 825-ben Ellandunban legyőzte Mercia királyát, Beornwulfot is. Ezen győzelem után gyorsan behódolt a többi angolszász kiskirályság is: Kent, Surrey, Sussex és Essex. A Mercia uralma ellen fellázadó East of England is elismerte Egbertet mint uralkodót.
829-től Egbert meghódította Merciát, és Northumbria is elismerte őt legitim királynak. 830-ban Egbert ismét Wales-ben háborúzott, de mindeközben Mercia Wiglaf vezetésével újra függetlenségre tett szert. Tisztázatlan azonban, hogy ez Egbert tehetetlenségének okán vagy egyenesen támogatásával történt. 836-ban Egbert királyságát megtámadták a dánok, akiket szövetségeseikkel, a nyugat-walesiekkel együtt 838-ban a cornwalli Hingston Downban legyőzött. 839-ben halt meg, a winchesteri székesegyházban helyezték örök nyugalomra.

## Gyermekei
Egbert egy frank hercegnőt, Redburgát (esetleg Nagy Károly sógornője) vette nőül:
| Név                     | Születés | Halál           | Megjegyzés |
| ----------------------- | -------- | --------------- | ---------- |
| Æthelwulf               | 806      | 858. január 13. |            |
| Æthelstan               | 808      | 839             |            |
| Polesworth-i Szent Edit | ?        | ?               |            |

## Forrásművek
- Swanton, Michael (1996). The Anglo-Saxon Chronicle. New York: Routledge. ISBN 0-415-92129-5.
- Abels, Richard (2005). Alfred the Great: War, Kingship and Culture in Anglo-Saxon England. Longman. ISBN 0-582-04047-7.
- Campbell, James; Eric John & Patrick Wormald (1991). The Anglo-Saxons. London: Penguin Books. ISBN 0-14-014395-5.
- Fletcher, Richard (1989). Who's Who in Roman Britain and Anglo-Saxon England. Shepheard-Walwyn. ISBN 0-85683-089-5.
- Higham, N.J.; Hill, D.H. (2001). Edward the Elder. Routledge. ISBN 0-415-21496-3).
- Abels, Richard (2005). Alfred the Great: War, Kingship and Culture in Anglo-Saxon England. Longman. ISBN 0-582-04047-7.
- Campbell, James; Eric John & Patrick Wormald (1991). The Anglo-Saxons. London: Penguin Books. ISBN 0-14-014395-5.
- Fletcher, Richard (1989). Who's Who in Roman Britain and Anglo-Saxon England. Shepheard-Walwyn. ISBN 0-85683-089-5.
- Higham, N.J.; Hill, D.H. (2001). Edward the Elder. Routledge. ISBN 0-415-21496-3).
- Hunter Blair, Peter (1966). Roman Britain and Early England: 55 B.C. - A.D. 871. W.W. Norton & Company. ISBN 0-393-00361-2.
- Kirby, D.P. (1992). The Earliest English Kings. London: Routledge. ISBN 0-415-09086-5.
- Payton, Philip (2004). Cornwall: A History. Cornwall Editions. ISBN 1-904880-00-2.
- Stenton, Frank M. (1971). Anglo-Saxon England. Oxford: Clarendon Press. ISBN 0-19-821716-1.
- Whitelock, Dorothy (1968). English Historical Documents v.l. c.500–1042. London: Eyre & Spottiswoode.
- Wormald, Patrick; Bullough, D. and Collins, R. (1983). Ideal and Reality in Frankish and Anglo-Saxon Society. Oxford. ISBN 0-631-12661-9.
- Yorke, Barbara (1990). Kings and Kingdoms of Early Anglo-Saxon England. London: Seaby. ISBN 1-85264-027-8.
- Yorke, Barbara (1995). Wessex in the Early Middle Ages. London: Leicester University Press. ISBN 0-7185-1856-X.